# Молодецкое (Покровский район)
Молоде́цкое (укр. Молодецьке, до 2016 года — Ле́нино) — село вУкраине, находится в Покровском районе Донецкой области.
Код КОАТУУ — 1422756301. Население по переписи 2001 года составляет 148 человек. Почтовый индекс — 85334. Телефонный код — 623.